# Concert du nouvel an 1996 à Vienne
Le concert du nouvel an 1996 de l'orchestre philharmonique de Vienne, qui a lieu le 1er janvier 1996, est le 56e concert du nouvel an donné au Musikverein, à Vienne, en Autriche. Il est dirigé pour la neuvième fois par le chef d'orchestre américain Lorin Maazel, deux ans seulement après sa précédente apparition.
Johann Strauss II y est toujours le compositeur principal, mais ses frères Josef et Eduard sont représentés respectivement avec trois et une pièces, et leur père Johann clôt le concert avec sa célèbre Marche de Radetzky. Par ailleurs, le compositeur autrichien Carl Michael Ziehrer est à nouveau au programme, la première fois depuis seize ans.
Sept pièces sur les dix-sept au total sont jouées pour la première fois au concert du nouvel an.

## Programme

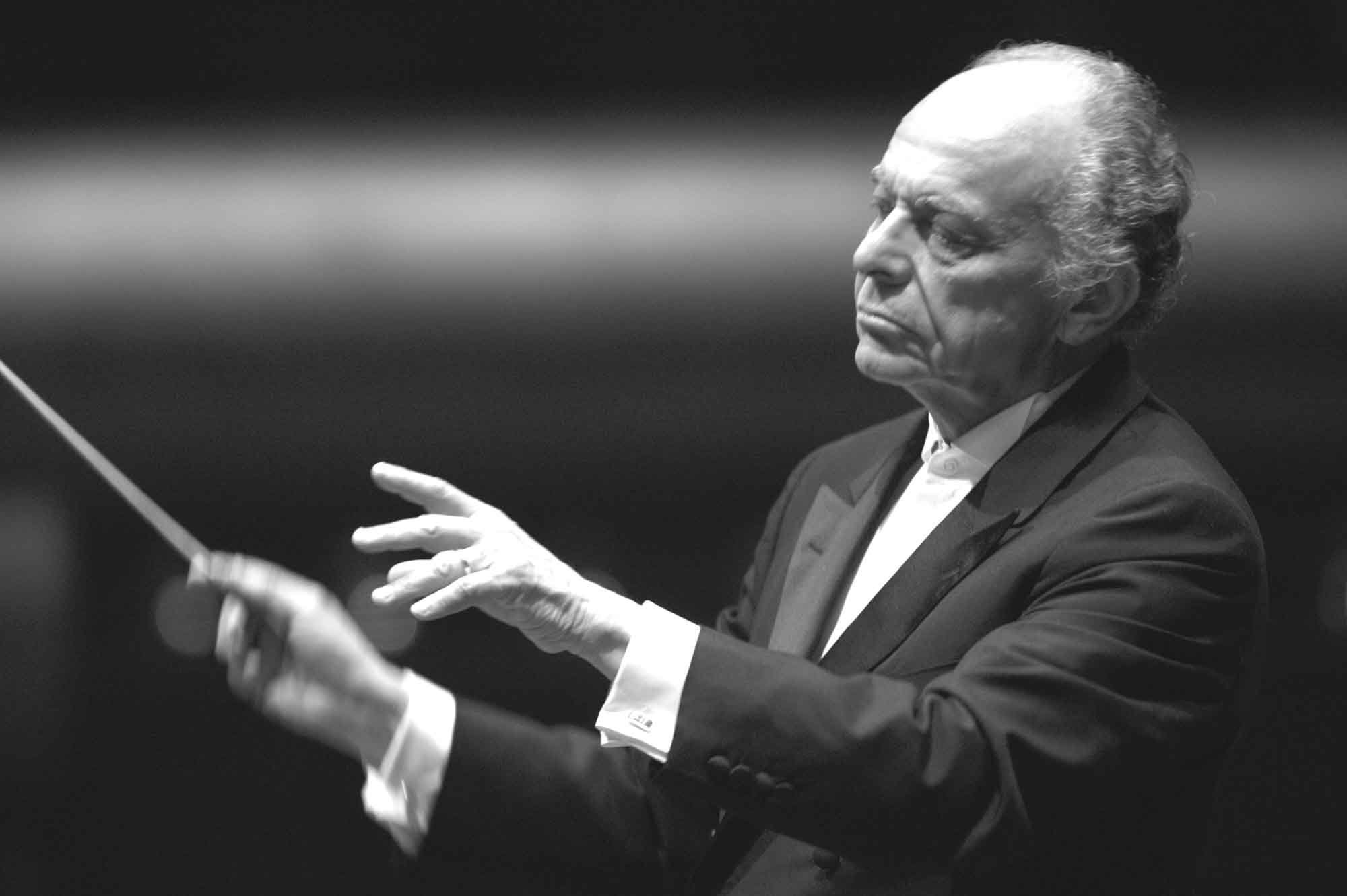
Le chef Lorin Maazel (en 2003)

Les pièces suivies d'un astérisque (*) sont jouées pour la première fois.

### Première partie
1. Johann Strauss II : Fest-Marsch, marche, op. 452*
2. Carl Michael Ziehrer : Wiener Bürger, valse, op. 419
3. Josef Strauss : Die Nasswalderin, polka-mazurka, op. 267*
4. Johann Strauss II : Blumenfest-Polka, polka, op. 111*
5. Johann Strauss II : Lagunen-Walzer, valse, op. 411
6. Eduard Strauss : Mit Vergnügen, polka rapide, op. 228*

### Deuxième partie
1. Johann Strauss II : ouverture de l'opérette Waldmeister
2. Johann Strauss II : Phönix-Schwingen, valse, op. 125*
3. Josef Strauss : Die tanzende Muse, polka-mazurka, op. 266
4. Johann Strauss II : ouverture de Die Göttin der Vernunft (de)*
5. Johann Strauss II : Secunden-Polka, polka française, op. 258*
6. Johann Strauss II : Kaiserwalzer, valse, op. 437
7. Josef Strauss : Jokey-Polka, polka rapide, op. 278

### Rappels
1. Johann Strauss II : Furioso-Polka, polka, op. 260
2. Johann Strauss II : Le Beau Danube bleu, valse, op. 314
3. Johann Strauss : Marche de Radetzky, marche, op. 228